# 혼다

사륜차용 H 마크

이륜차용 윙 마크

혼다

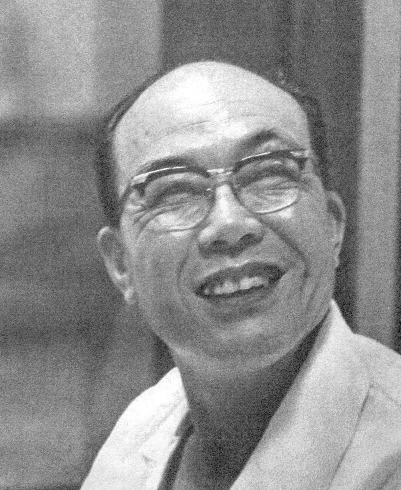
Honda Souichiro 1964

혼다 기연공업 주식회사(일본어: 本田技研工業株式会社 혼다 기켄 고교 가부시키가이샤[*], Honda Motor Company)는 일본 굴지의 자동차와 모터사이클 제작 회사다. 일본 엔지니어인 혼다 소이치로 회장이 1948년에 시즈오카현 하마마쓰시에서 창립했다.

## 판매 제품

### 자동차

#### 승용차
- 시빅(북미형)
- 시빅 유로(유럽형)
- 어코드(북미형)
- 레전드
- CR-Z
- 크로스투어

#### RV
- CR-V
- HR-V
- 파일럿
- 호라이즌

#### 미니밴
- 오딧세이

#### 픽업 트럭
- 릿지라인

### 모터사이클

#### 트랙커
- XZ100

#### 스쿠터
- 줌머
- 투데이
- SCR 시리즈
  - SCR100
  - SCR110
- 실버윙
- PCX

#### 네이키드
- CB 시리즈
  - CB600F

#### 스포츠바이크
- CBR 시리즈
  - CBR125R
  - CBR250R
  - CBR600RR
  - CBR1000RR

#### 크루저
- 셰도우750CS
- VT1300

#### 투어링
- VFR1200F/VFR1200FD
- DN-01
- ST1300
- 골드윙

#### 모터크로스
- CRF 시리즈
  - CRF150R
  - CRF250X
  - CRF450X

### 항공기

#### 프라이빗 제트기
- 혼다제트

## 과거의 제품

### 자동차
- NSX
  - NSX 타입R
- 프렐류드
- 인테그라
  - 인테그라 타입R
- S2000
- CR-X 델솔
- 비트
- 인스파이어

### 모터사이클
- CBR1100XX
- NR

## 대한민국 진출
대한민국에는 기아산업(현 기아)이 이륜차를 생산했을 때 시작해 자동차 공업 합리화 조치 이후 분사된 DL모터스로써 혼다와 기술 제휴된 모터사이클 모델로써 주지했다. 현재도 대한민국 시장에서 혼다의 스쿠터는 꾸준히 팔리고 있다.
대한민국의 수입 다변화 정책으로 당시 일본에서 제작한 차량을 정식으로 수입할 수 없었기에, 대림자동차를 통해 미국 현지공장에서 생산한 어코드를 들여와서 잠시 판매하기도 했다.
1998년 수입 다변화 정책 폐지로 일본에서 제작된 차량의 정식 수입이 허용됨에 따라, 2004년 4월에 대한민국 법인인 혼다코리아가 설립되어 모터사이클과 자동차 부문이 대한민국에 정식으로 진출했다. 미국과 EU와 FTA 체결 이후에는 엔화 환율 문제가 겹쳐서 일본산 차량 대신 대부분 미국과 영국 현지공장에서 생산된 차량을 들여온다. 다만 유일한 영국산 차량인 유럽형 시빅 5도어(시빅 유로)는 판매 부진으로 수입이 중단됐고, 브렉시트의 여파로 혼다는 영국 스윈던 현지공장을 폐쇄했다.
2023년 4월에는 혼다코리아가 온라인 계약을 도입하여, 차량 계약과 판매를 온라인으로도 할 수 있게 했다.
2023년에 풀 모델 체인지된 어코드와 파일럿의 대한민국 사양부터는 직전 세대까지 장착되었던 순정 내비게이션 기능을 삭제했다. 따라서 스마트폰 내비게이션 앱을 실행한 후, 안드로이드 오토 혹은 애플 카플레이로 미러링해서 이용해야 한다.